# Mercado de Abastos de Pontevedra
El mercado de Abastos de Pontevedra (o Mercado Municipal de Pontevedra) es un mercado cubierto ubicado en la ciudad española de Pontevedra. Está situado en el extremo noreste del casco histórico, cerca del puente del Burgo. Domina la ribera del Lérez y fue inaugurado en 1948.

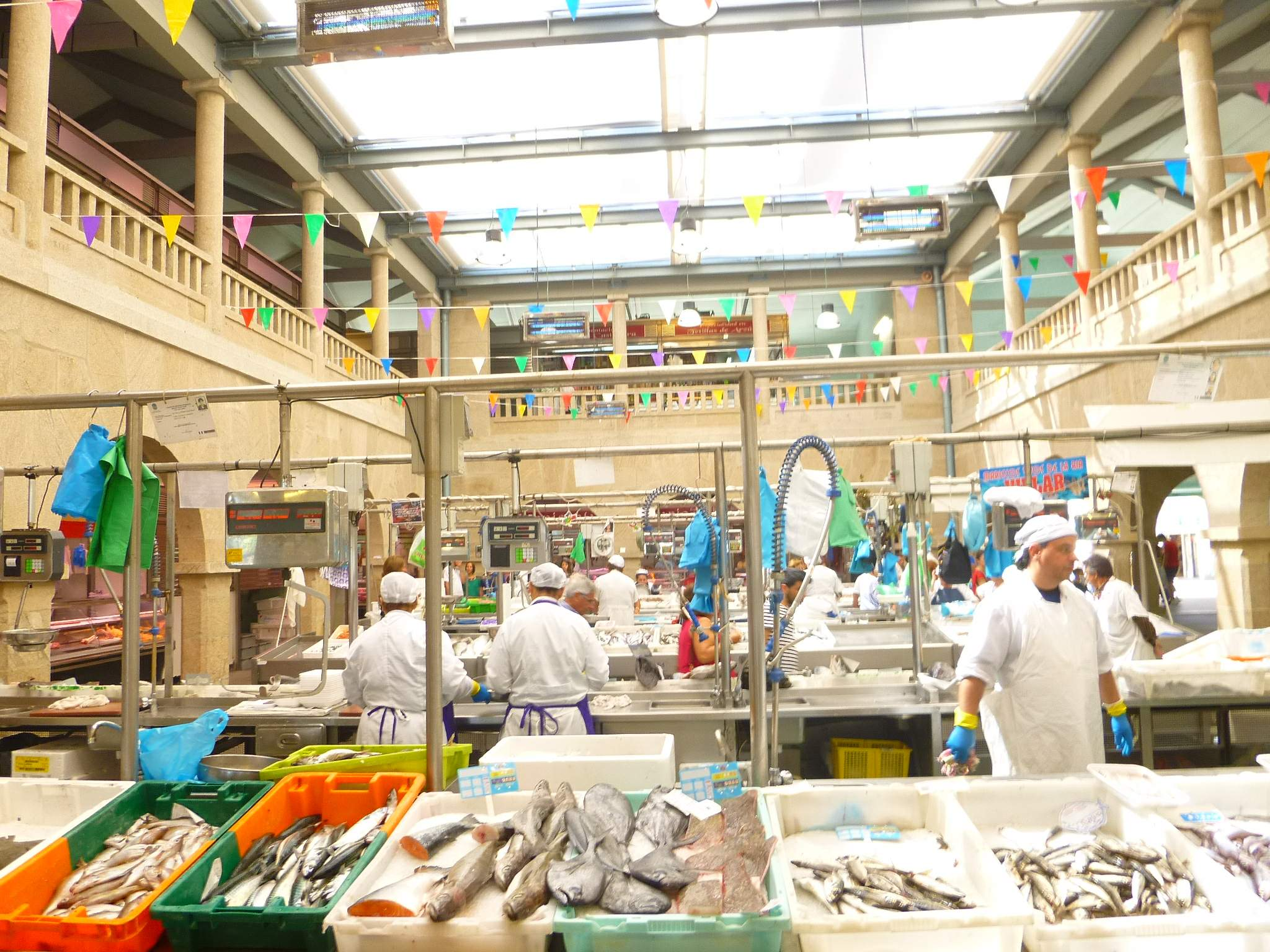
Uno de los patios interiores.

## Historia

### Antecedentes
Las plazas medievales del casco histórico de Pontevedra fueron, desde la Edad Media, lugar de venta de diferentes productos. En la plaza de Teucro se vendían productos como el pan y la leche, en la plaza de la Verdura, verduras, frutas, castañas y pescado, y en la plaza de Méndez Núñez, gallinas, entre otros.
En la década de 1880, la ciudad necesitaba urgentemente un mercado cubierto para mayor comodidad e higiene, tal y como consta en el acta municipal del ayuntamiento de 5 de marzo de 1884. En 1885 se aprobó el proyecto de mercado cubierto y se le encargó al arquitecto municipal Alejandro Sesmero. Este nuevo mercado cubierto se inauguró el 15 de agosto de 1886 junto al puente del Burgo, en el solar de la antigua cárcel de la ciudad. Tenía planta baja y fachada longitudinal a lo largo del río Lérez sobre el antiguo malecón. Había mostradores de mármol y ventiladores de hierro para la carne. El mercado estaba cubierto con una estructura mixta de hierro y madera.

### El mercado actual
Este mercado de 1886, con cubierta metálica, fue derribado en la década de 1940 para construir un nuevo mercado más amplio en la calle Sierra, en el solar del antiguo matadero de la ciudad. El proyecto del mercado fue presentado en mayo de 1942 por los arquitectos Emilio Quiroga Losada y José Barreiro Vázquez y su construcción comenzó en 1945. Durante la construcción del nuevo mercado, los pescaderos y agricultores instalaron sus puestos en casetas individuales junto al puente del Burgo y la plaza Valentín García Escudero. El nuevo mercado cubierto de la ciudad, de dos plantas y diseñado por el arquitecto municipal Emilio Quiroga Losada, se inauguró el 20 de enero de 1948.
En la década de 1990, se puso de manifiesto la necesidad de renovar por completo este mercado cubierto de 1948 para adaptarlo a las nuevas necesidades. En 1999, se construyó un mercado provisional frente al pabellón municipal de deportes de la ciudad, al norte del río Lérez, y en 2000 se desmontó piedra a piedra el mercado de 1948 para reconstruirlo completamente remodelado en el mismo solar de la calle Sierra. Esta reforma fue llevada a cabo por el arquitecto César Portela y el mercado se inauguró el 10 de octubre de 2003. La renovación completa del edificio se basó en el espacio y la luminosidad e incluyó la construcción de un aparcamiento subterráneo de dos plantas.
La primera planta del mercado fue reformada en 2019 para la instalación de una zona gastronómica que se inauguró el 22 de agosto de 2019 bajo el nombre de Gastroespazo con diferentes puestos gastronómicos dedicados a la merluza, el pulpo, los mejillones, el pollo y la cocina tradicional gallega, entre otros. El mercado ofrece la posibilidad de comprar productos como marisco para que sean cocinados en el Gastroespazo, especialmente para los turistas.
En octubre de 2020, el mercado puso en marcha una página web para la compra de sus productos online, ponteabastos.com.

## Descripción
El mercado es un edificio de granito de dos pisos, de planta rectangular y de estilo tradicional gallego con columnas, arcos y soportales. Su cuerpo central, al que se añadieron dos cuerpos en forma de U, fue tratado como una basílica. Las dos fachadas están compuestas por tres arcos de medio punto. La fachada principal se estructura en torno a tres arcadas principales en la planta baja que dan acceso al edificio y cinco arcadas a cada lado que albergan diversos pequeños comercios. En la planta superior, la parte central de la fachada presenta tres grandes ventanas semicirculares, la mayor de las cuales es la central, y ventanas rectangulares enmarcadas por balcones a cada lado. El cuerpo central de ambas fachadas está coronado por frontones en la parte superior y columnas en los dos soportes centrales. El arco central es más alto que los laterales. El edificio tiene dos tejados con cumbreras independientes.
En la fachada norte, en los cuerpos laterales la fachada está enmarcada por tres ventanas semicirculares entre las que hay cuatro ojos de buey, y por ventanas sin balcones en el primer piso
En el interior, la entrada principal conduce a una gran escalera central de piedra que lleva a la primera planta. Esta escalera principal termina en un balcón en el primer piso y habilita un paso inferior con tres arcos, el central de mayor tamaño, que facilitan la transición a los puestos de venta. El interior se estructura en torno a dos grandes patios centrales rectangulares con balcones en el primer piso y arcadas en la planta baja.
El mercado contaba con un total de 367 puntos de venta en 2014, y tras la transformación de la primera planta en 2019 en zona gastronómica, cuenta con 214 puestos dedicados a la venta de pescados y mariscos y frutas y verduras, 30 puestos interiores dedicados principalmente a la venta de carne y 19 puestos exteriores bajo los soportales dedicados a la venta de ropa, prensa o bisutería y joyería. También hay vendedores de flores en la planta baja del mercado.
El mercado es también sede de la lonja de Pontevedra, donde se celebran subastas de pescado y marisco.
Desde 2002, el mercado cuenta con un aparcamiento subterráneo de dos plantas que da servicio también al casco histórico de la ciudad con un total de 208 plazas.

## Cultura
Durante la reforma del mercado, se descubrieron en las inmediaciones, en la calle Sierra, los restos de un paño de la muralla medieval de la ciudad.
El 25 de noviembre de 2009 se inauguró frente a la entrada principal del mercado, en la calle Sierra, el grupo escultórico Mujer con gallinas, de la artista Cuqui Piñeiro, que representa a una mujer dando de comer a cuatro gallinas y un gallo. El grupo escultórico es un homenaje a la mujer gallega y a las vendedoras del mercado.

## Galería de imágenes

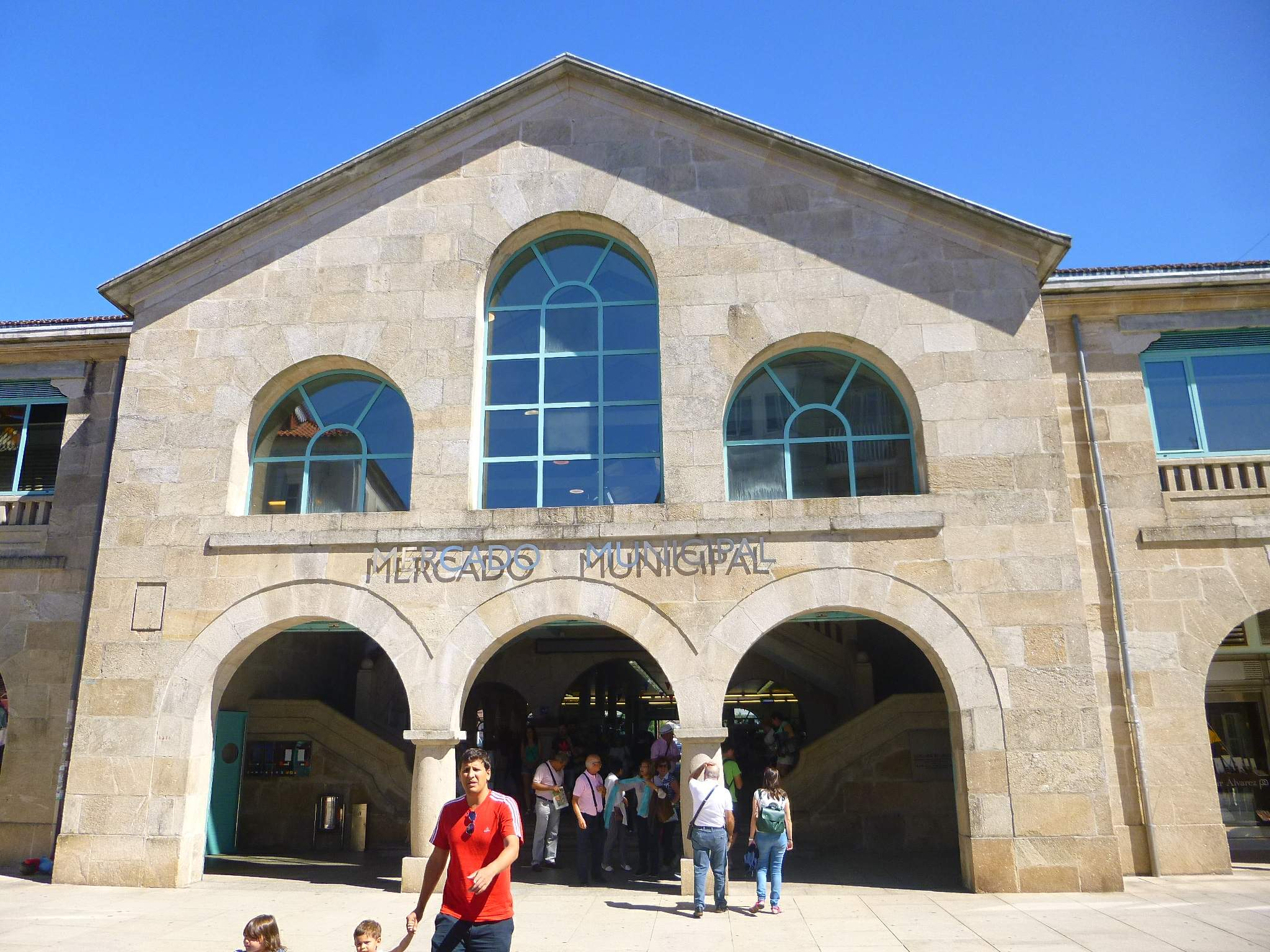
Cuerpo central de la fachada principal del mercado
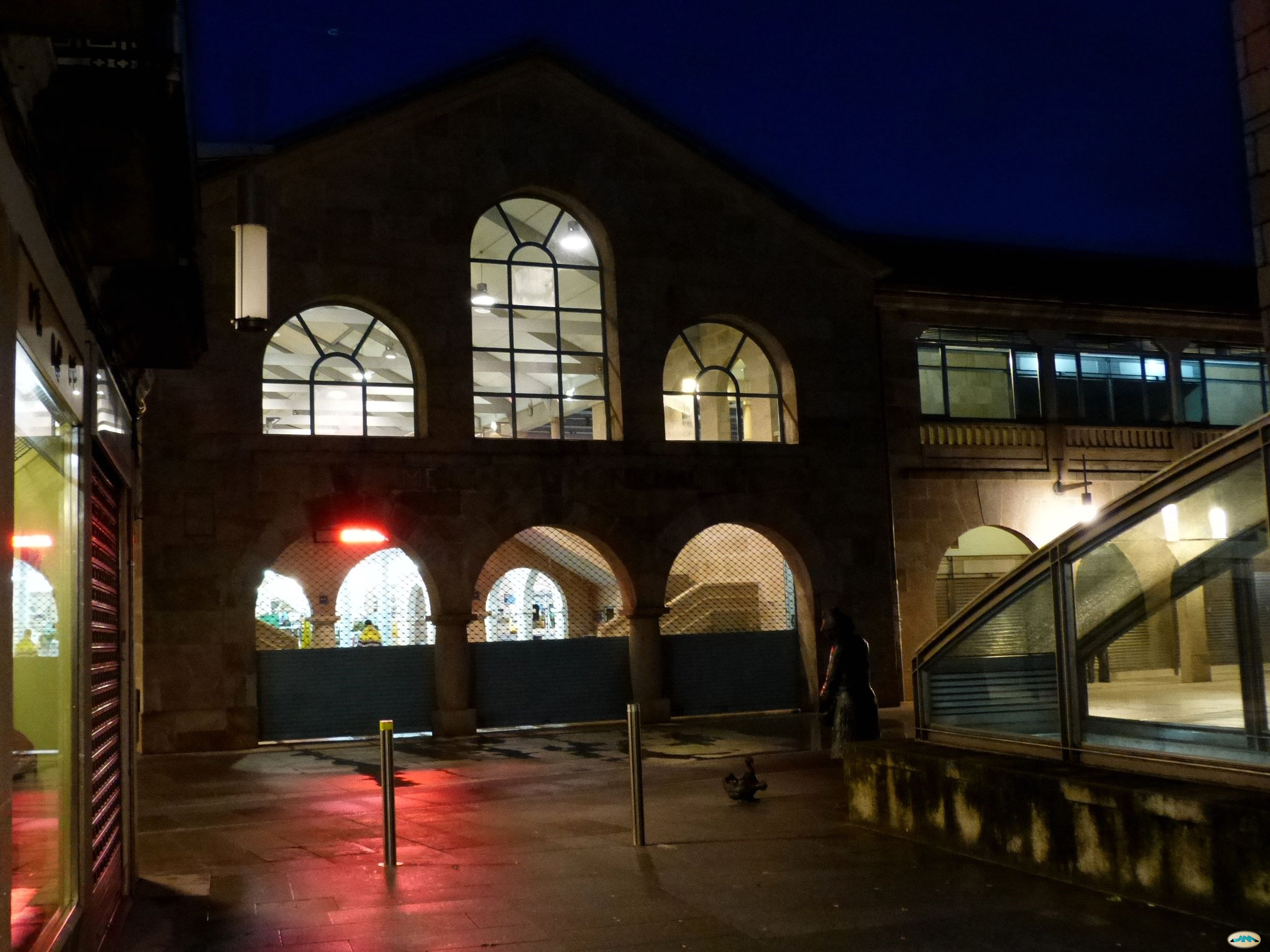
El mercado de noche
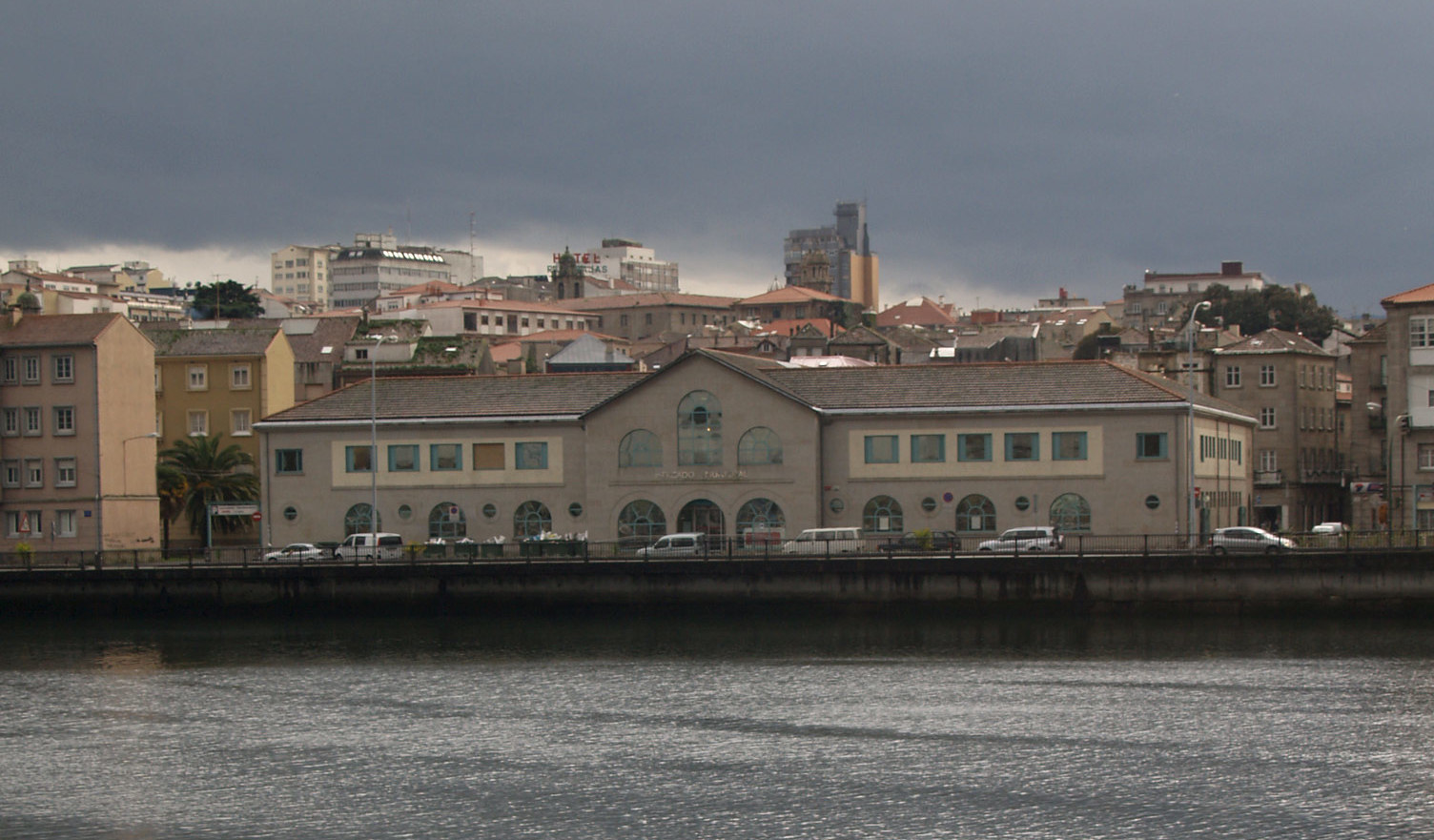
Fachada norte del mercado
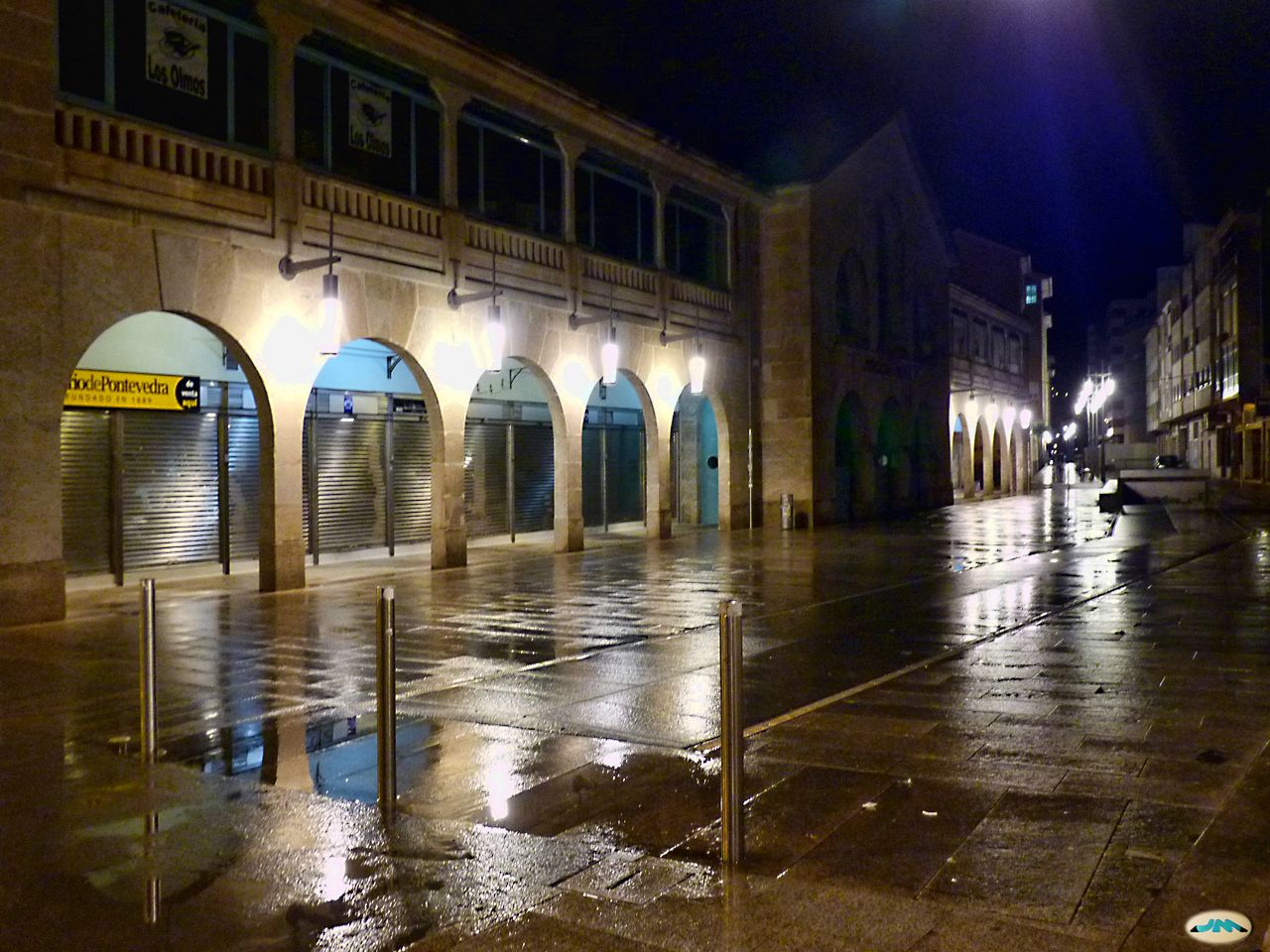
Soportales de la fachada principal por la noche
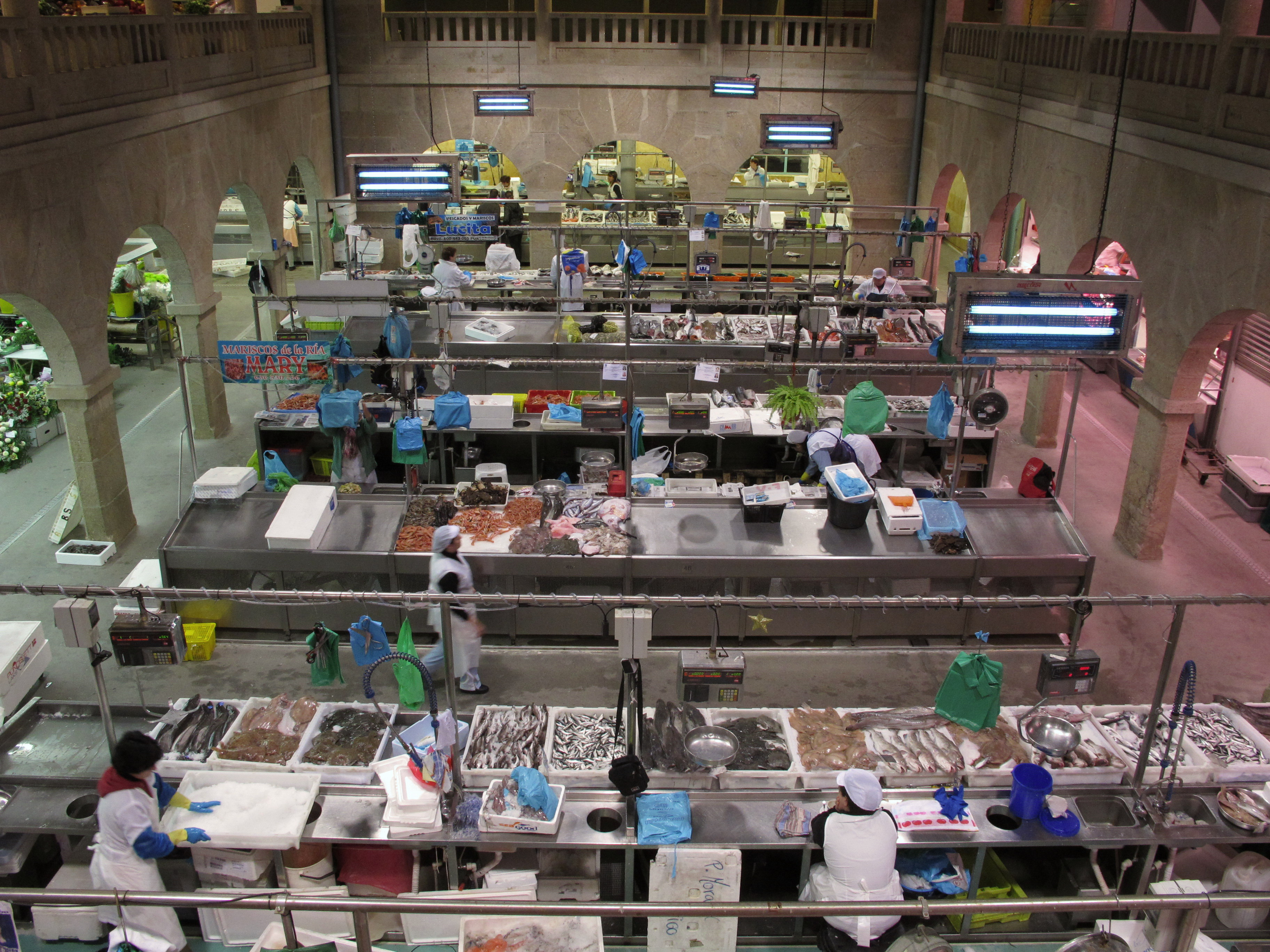
Patio interior y puestos de venta
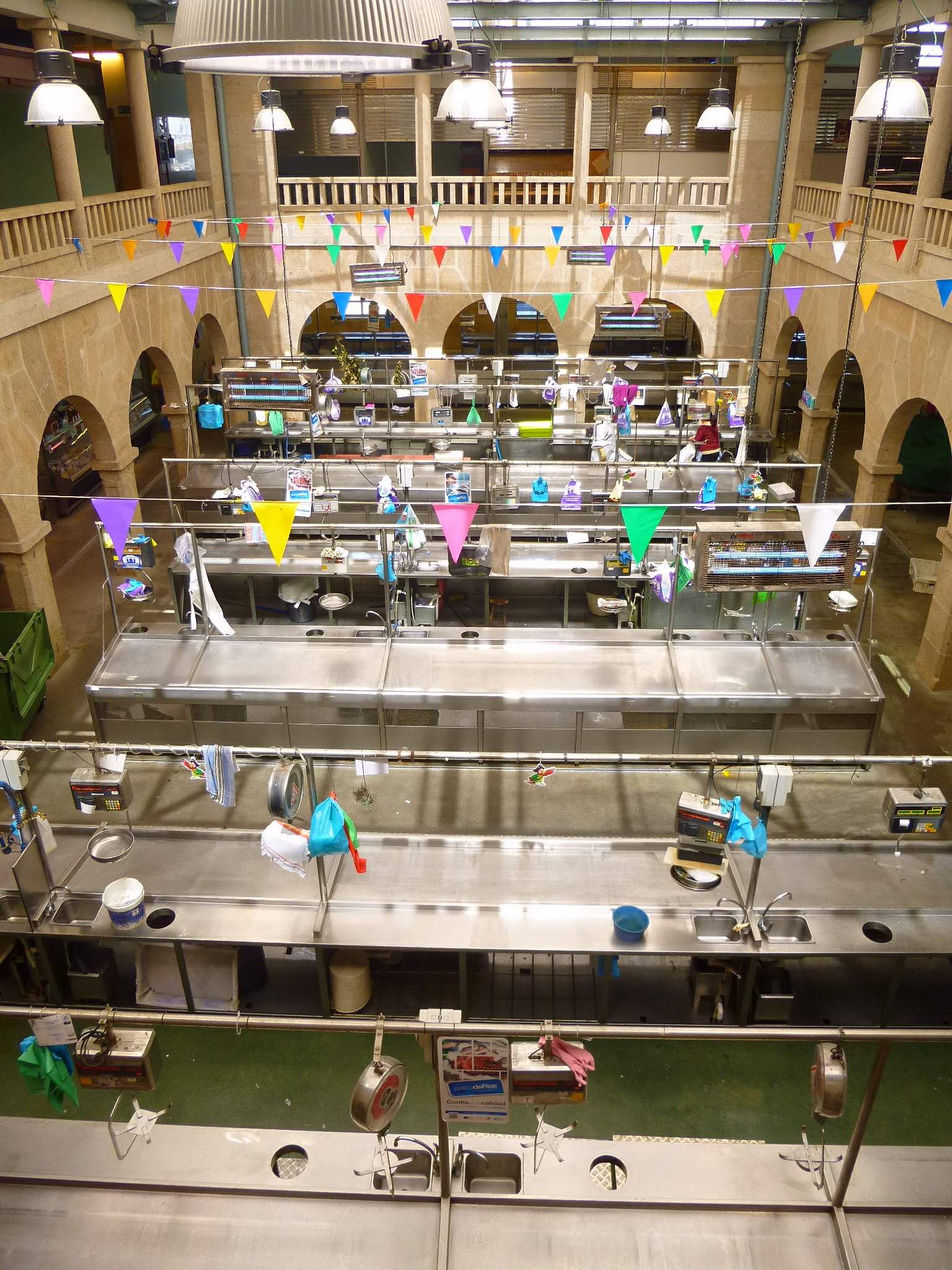
Puestos vacíos en uno de los patios interiores
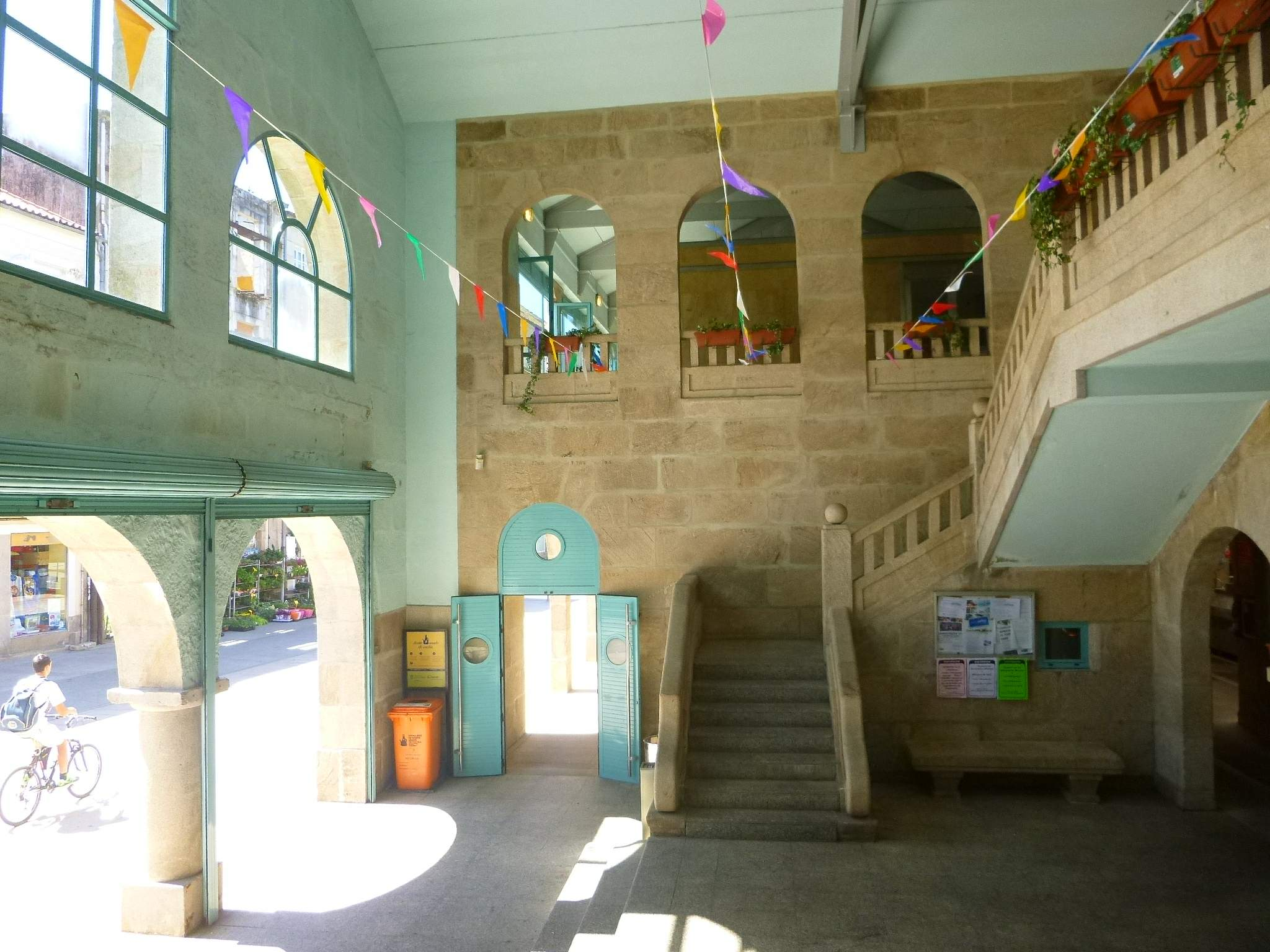
Entrada y escalera principal
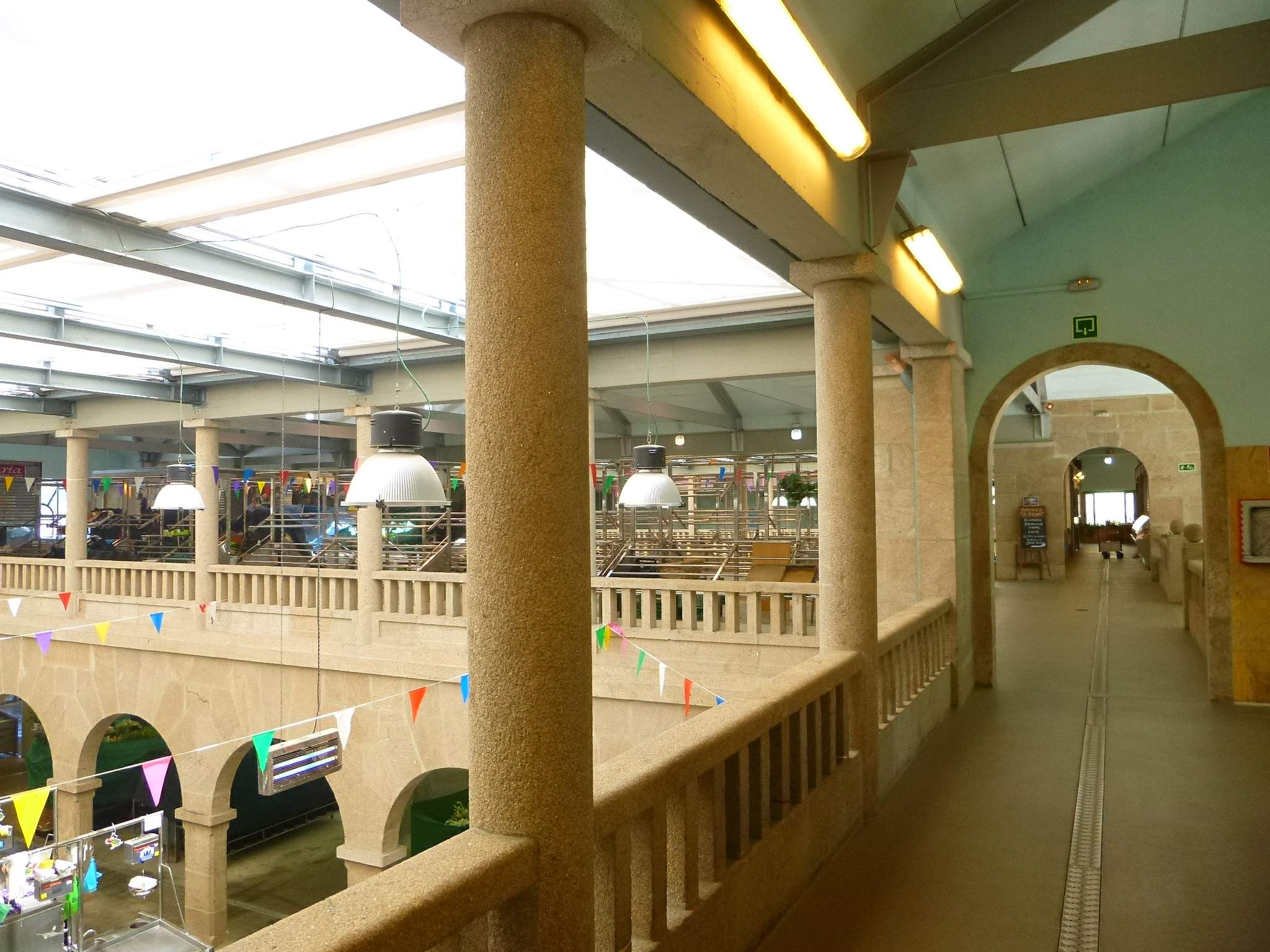
Balcón que da a uno de los patios interiores
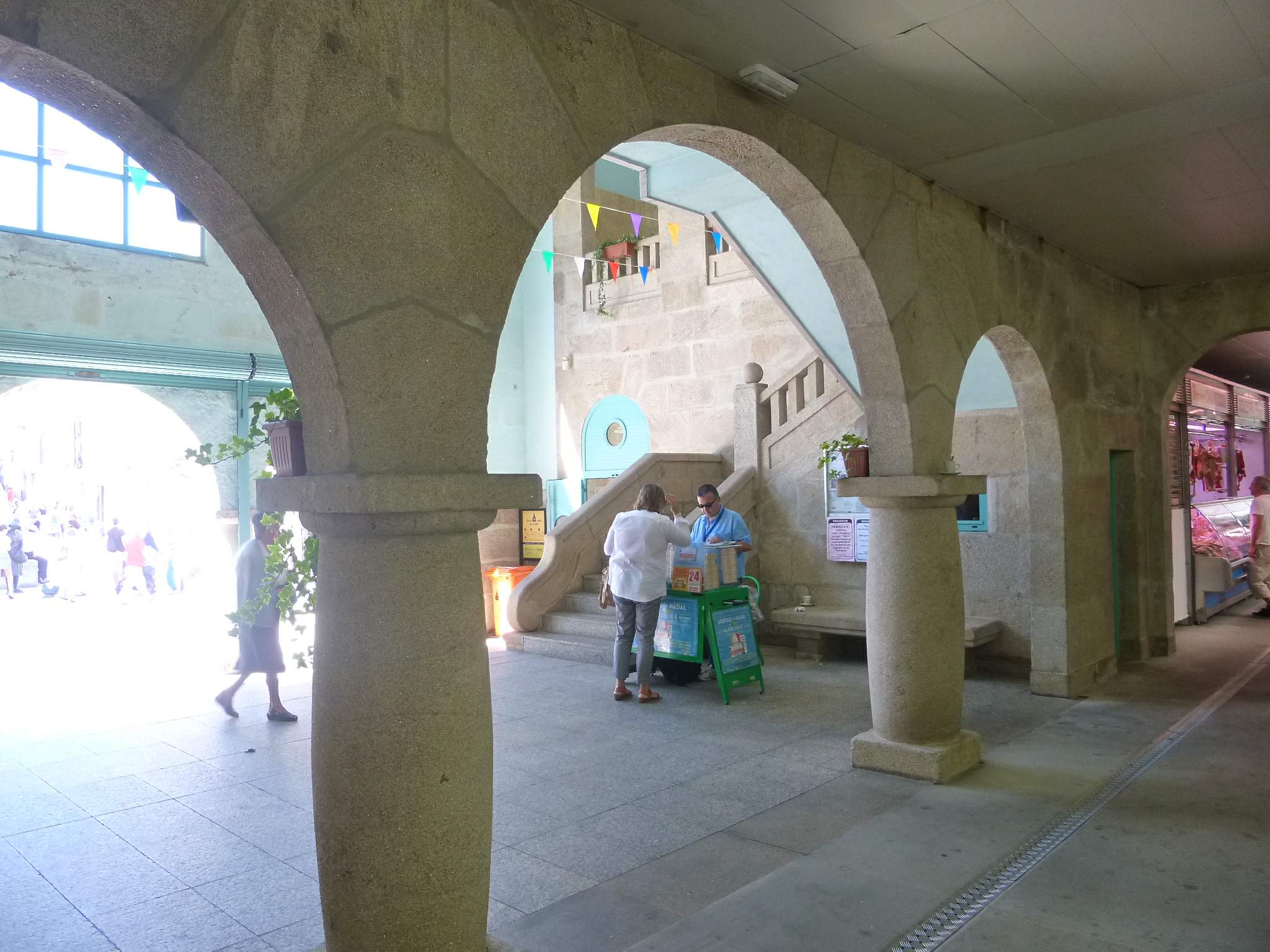
Arcadas interiores
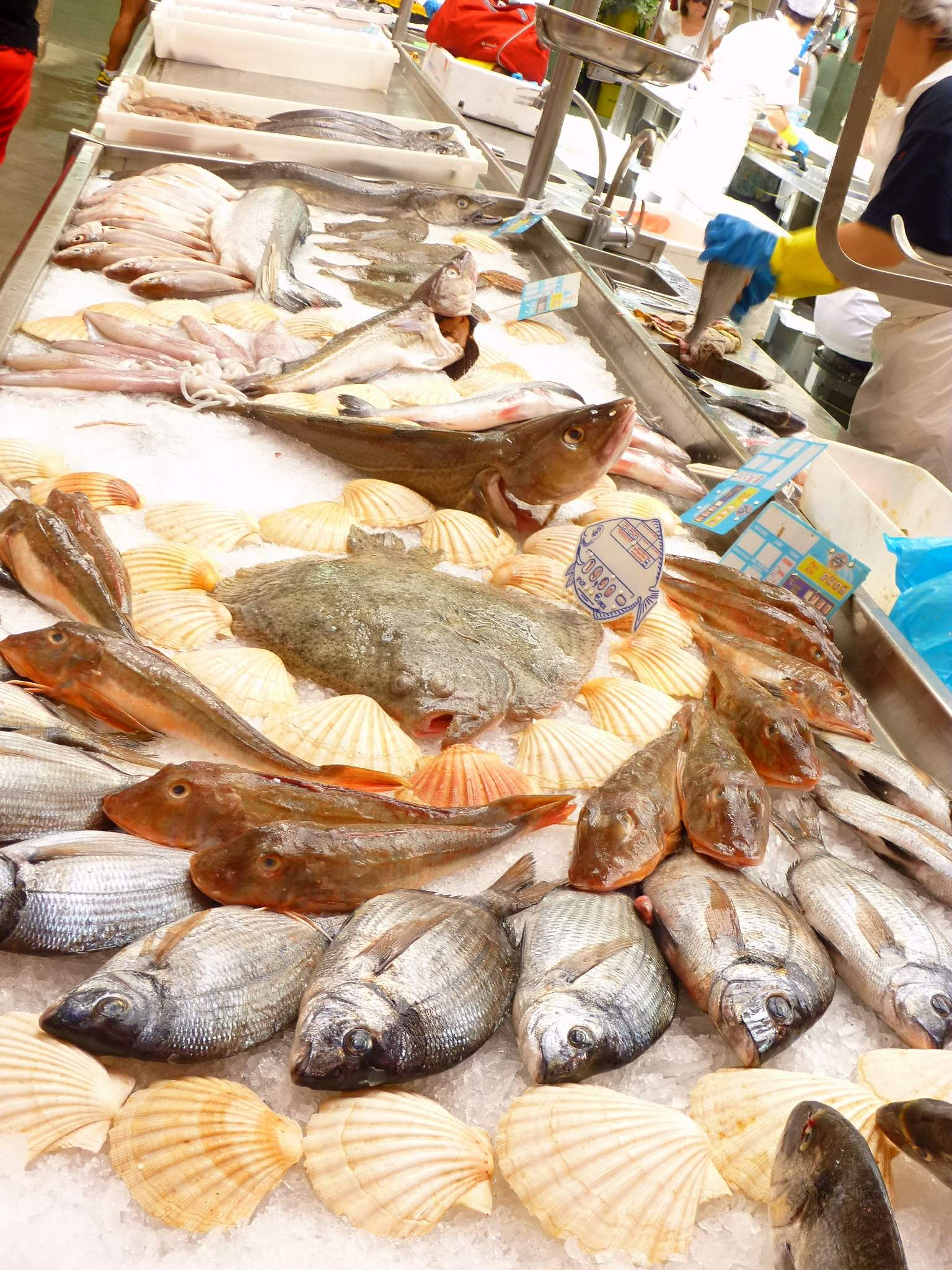
Pescado
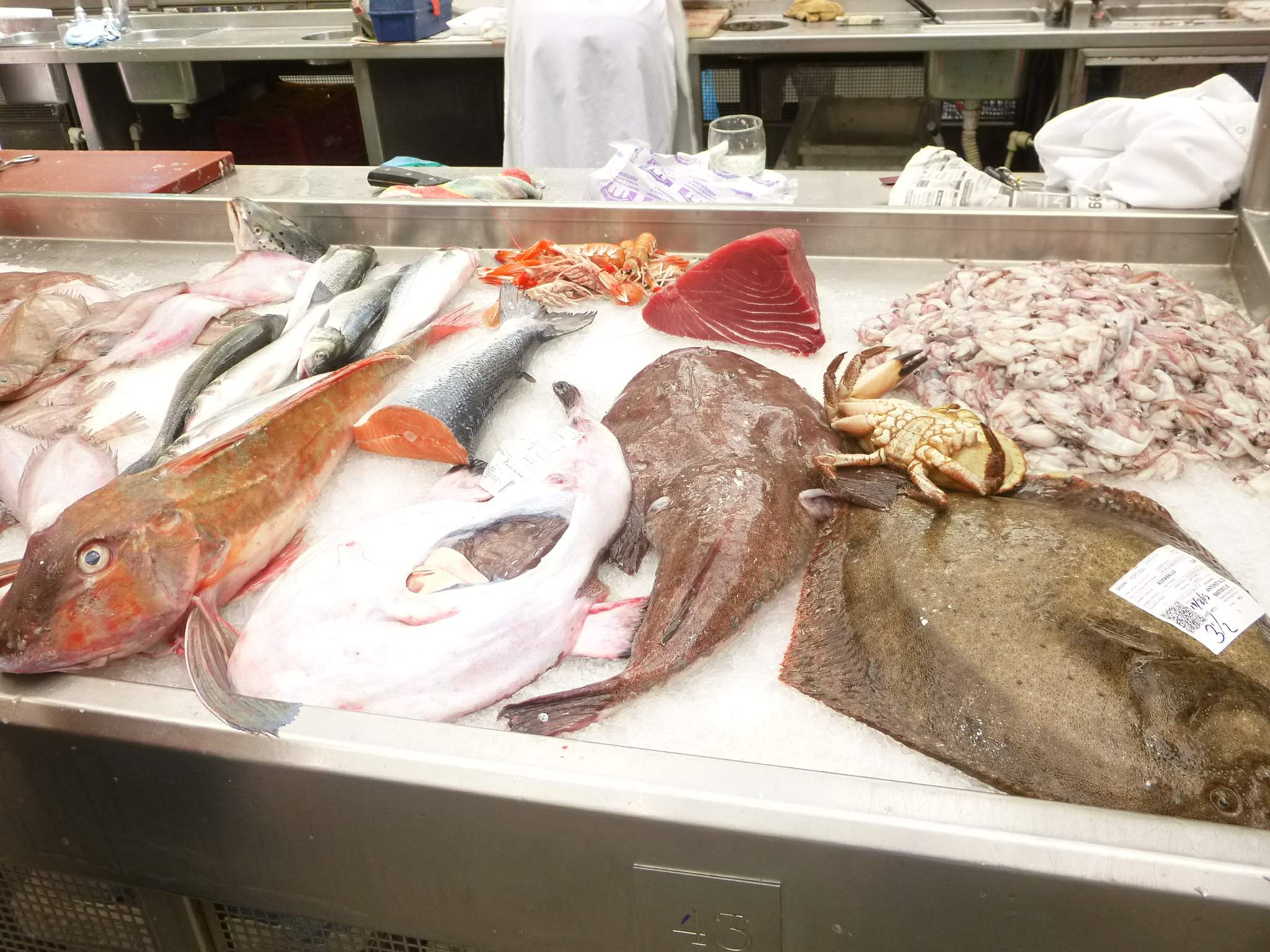
Pescado
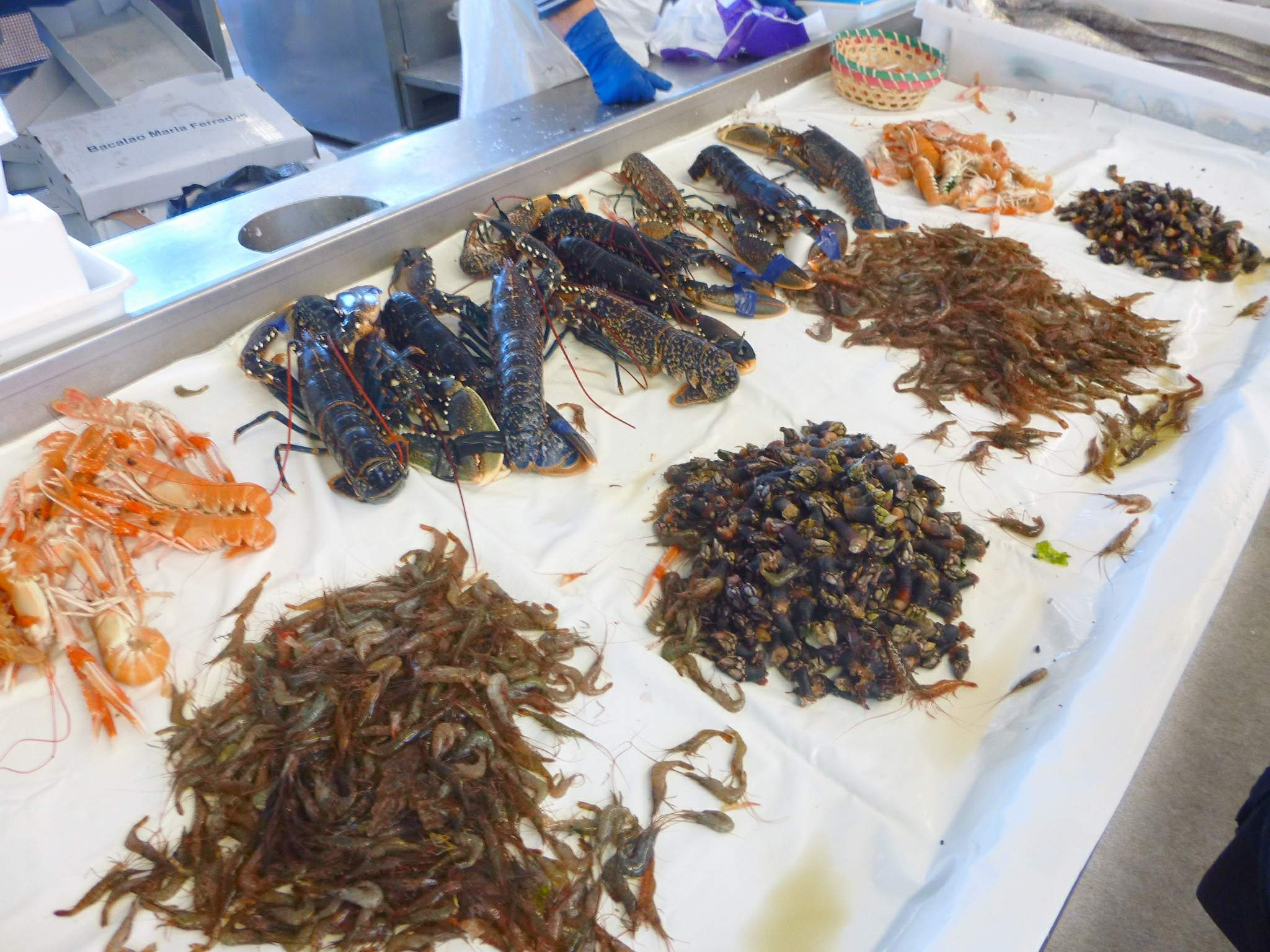
Marisco
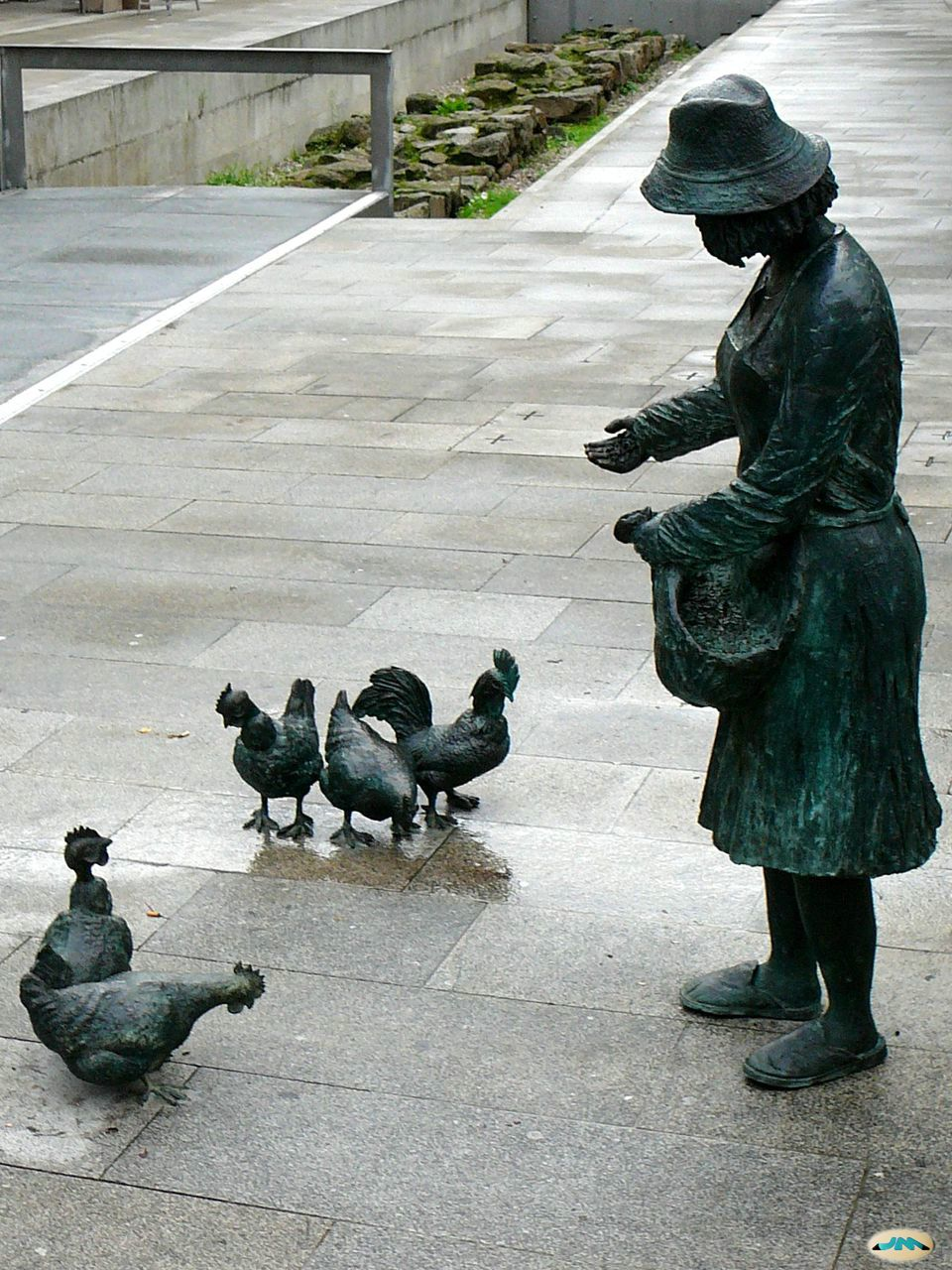
Mujer con gallinas y restos de la muralla medieval
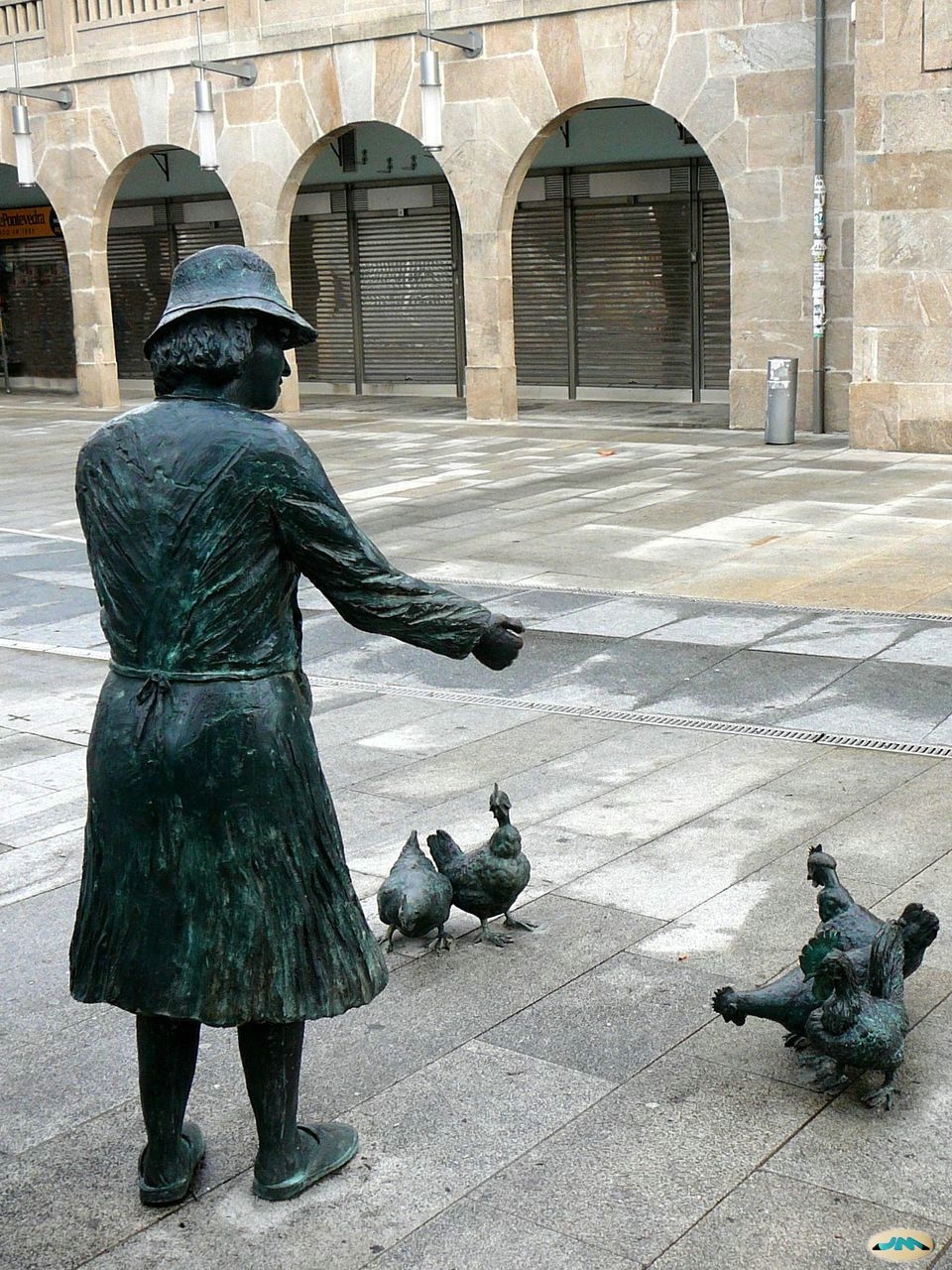
Mujer con gallinas en frente de las arcadas del mercado
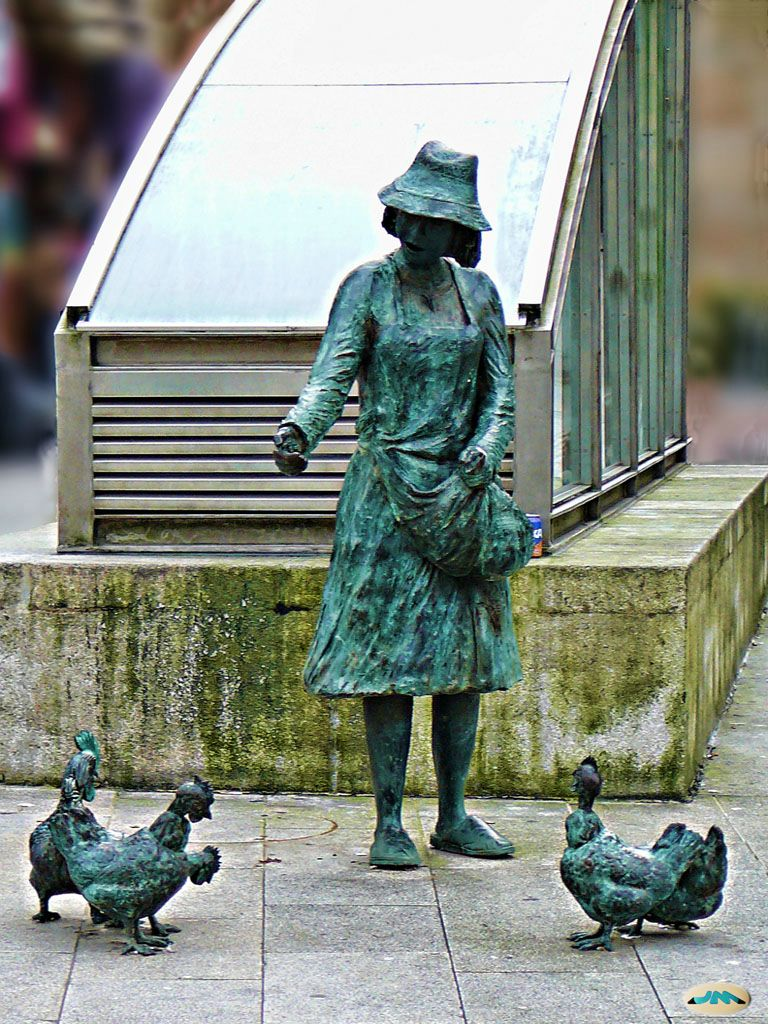
Grupo escultórico frente a una de las entradas del aparcamiento subterráneo del mercado